# Say One for Me
Say One for Me – amerykański film muzyczny z 1959 roku w reżyserii Franka Tashlina, w którym występują Bing Crosby i Debbie Reynolds.

## Obsada
- Bing Crosby jako ojciec Conroy
- Debbie Reynolds jako Holly LeMaise
- Robert Wagner jako Tony Vincent
- Ray Walston jako Phil Stanley
- Les Tremayne jako Harry LeMaise
- Connie Gilchrist jako Mary
- Frank McHugh jako Jim Dugan
- Joe Besser jako Joe Greb
- Stella Stevens jako Chorine
- Sebastian Cabot jako Monsignor Stratford